# Santiago González (football)
Pour les articles homonymes, voir Santiago González.
Santiago González est un footballeur uruguayen, né le 11 juin 1992 à Montevideo, jouant au poste d'attaquant.

## Biographie
Santiago González fréquente les clubs de jeunes du River Plate de Montevideo avant de rejoindre en 2009 un autre club de la ville, l'Institución Atlética Sud América.
La même année, il dispute la Coupe du monde des moins de 17 ans au Nigéria.
En janvier 2011, il réalise un essai avec le Toronto FC avant de finalement devenir professionnel avec son club de l'IASA pour évoluer en Primera B (D2 uruguayenne).
L'IASA accède en Primera Division à l'issue de la saison 2012-2013. Pendant l'Apertura 2013, il inscrit 5 buts en 18 matchs.
Le 14 février 2014, Gonzalez s'engage avec l'Impact de Montréal et rejoint l'équipe lors de sa préparation de la saison 2014 de MLS. Après seulement neuf rencontres sous les couleurs de Montréal, Santiago est prêté au Danubio FC, dans son pays natal à compter du 1er août, pour le reste de l'année. Alors que le joueur revient de son prêt à l'hiver 2015, l'Impact de Montréal annonce retirer son nom de la liste de joueurs, affirmant que Santiago González n'a jamais réussi à s'intégrer dans l'effectif montréalais.

## Palmarès
Impact de Montréal
- Vainqueur du Championnat canadien en 2014

## Statistiques
| Saison                | Club                  | Championnat           | Championnat | Championnat | Coupe(s) nationale(s) | Coupe(s) nationale(s) | Compétition(s) continentale(s) | Compétition(s) continentale(s) | Compétition(s) continentale(s) | Playoffs | Playoffs | Total | Total |
| Saison                | Club                  | Division              | M.          | B.          | M.                    | B.                    | Comp.                          | M.                             | B.                             | M.       | B.       | M.    | B.    |
| 2011-2012             | Sud América           | Primera-B             | 11          | 5           | -                     | -                     | -                              | -                              | -                              | 1        | 0        | 12    | 5     |
| 2012-2013             | Sud América           | Primera-B             | 18          | 4           | -                     | -                     | -                              | -                              | -                              | -        | -        | 18    | 4     |
| 2013-2014             | Sud América           | Apertura              | 14          | 5           | -                     | -                     | -                              | -                              | -                              | -        | -        | 14    | 5     |
| Sous-total            | Sous-total            | Sous-total            | 43          | 14          | 0                     | 0                     | -                              | 0                              | 0                              | 0        | 0        | 43    | 14    |
| 2014                  | Impact de Montréal    | MLS                   | 9           | 0           | 2                     | 0                     | LCC                            | 0                              | 0                              | 0        | 0        | 11    | 0     |
| Sous-total            | Sous-total            | Sous-total            | 9           | 0           | 2                     | 0                     | -                              | 0                              | 0                              | 0        | 0        | 11    | 0     |
| 2014-2015             | Danubio FC (prêt)     | Apertura              | 10          | 1           | 0                     | 0                     | CS                             | 2                              | 0                              | -        | -        | 12    | 1     |
| Sous-total            | Sous-total            | Sous-total            | 10          | 1           | 0                     | 0                     | -                              | 2                              | 0                              | 0        | 0        | 12    | 1     |
| Total sur la carrière | Total sur la carrière | Total sur la carrière | 62          | 15          | 2                     | 0                     | -                              | 2                              | 0                              | 1        | 0        | 67    | 15    |